# San Sebastián (stacja kolejowa)
San Sebastián – stacja kolejowa w San Sebastián, w Kraju Basków, w Hiszpanii. Znajdują się tu 3 perony.